# Shapes that Go Together
«Shapes That Go Together» es la décima cuarta canción del álbum The Singles 1984-2004 (álbum) recopilatorio de a-ha.
Irónicamente, el nombre de esta canción, Shapes That Go Together, tiene un significado directo con el momento por el cual pasaba la banda.
Este sencillo fue lanzado para los juegos invernales de 1994 en Lillehammer, Noruega. 
Esta canción fue escrita por Magne Furuholmen y Paul Waaktaar; este último de ahora en adelante será Paul Waaktaar-Savoy, producido por Christopher Neil.
La canción fue lanzada en marzo de 1994; en ese mismo año a-ha se separaría para tomar caminos en solitario.

## Videoclip
Dirigido por Barry Maguire, el vídeo de Shapes That Go Together es un vídeo simple con algunas combinaciones en blanco y negro y otros tonos. Se ve a a-ha tocando y también se ve al bajista y al baterista.

## Sencillo en vinilo de 7"
- Sencillo de Alemania de 7"

Presenta a Shapes That Go Together (4:13) y a Cold As Stone (Remix) (4:32) producido por Rod Hui y Paul Waaktaar.
- Sencillo de UK de 7"

Presenta a Shapes That Go Together (4:13) y a Cold As Stone (Remix) (4:32) producido por Rod Hui y Paul Waaktaar.

## Sencillo en CD
- Promoción en Alemania de 3"

Presenta a Shapes That Go Together (4:13).
- Promoción en Alemania de 3" (Segunda promoción)

Presenta a Shapes That Go Together (Editada) (3:47).
- Sencillo de Japón de 3"

Presenta a Shapes That Go Together (4:13) y a Cold As Stone (Remix) (4:32) producido por Rod Hui y Paul Waaktaar.
- Sencillo de UK y Alemania de 3"

Presenta a Shapes That Go Together (4:13), Cold As Stone (Remix) (4:32) producido por Rod Hui y Paul Waaktaar y a Shapes That Go Together (Instrumental) (4:23).
- Sencillo de UK de 3" (Limitado)

Presenta a Shapes That Go Together (4:13), Slender Frame (4:05) Touchy! (6:46) y a Rolling Thunder (6:13), las últimas 3 en vivo de "Live In South America".

## Sencillo en casete
- Sencillo en Reino Unido

Presenta a Shapes That Go Together (4:13) y a Cold As Stone (Remix) (4:32) producido por Rod Hui y Paul Waaktaar, por ambos lados.
- Datos: Q7489260